# Annemette Jensen
Annemette Jensen (* 11. April 1972 in Roskilde) ist eine dänische Langstreckenläuferin. Sie ist mehrfache nationale Meisterin.
Bei den Leichtathletik-Europameisterschaften 2002  belegte sie Platz 9, bei den Weltmeisterschaften 2003 Platz 23. 2004 gewann sie den Zürich-Marathon.

## Persönliche Bestleistungen
- 1500 Meter 4:33,52, 1999
- 3000 Meter 9:44,98, 2000
- 5000 Meter 16:00,40, 2000
- 10.000 Meter 33:24,45, 1999
- Halbmarathon: 1:11:36, 29. März 2003 in Den Haag
- Marathon: 2:30:07, 4. April 2004 in Zürich